# Savage Arms
Die Savage Arms Company ist ein in den Vereinigten Staaten beheimatetes Waffenproduktionsunternehmen, bekannt für seine Revolver, Pistolen, Gewehre, Flinten und Karabiner. Das Unternehmen wurde 1894 in Utica von dem in Kingston, Jamaika, geborenen Arthur William Savage gegründet, hat seinen Sitz aber mittlerweile in Westfield. Savage Arms ist für die Entwicklung mehrerer Patronentypen verantwortlich, unter anderen der .300 Savage, aus der später die .308 Winchester entwickelt wurde. Savage Arms ist heute im Besitz von Vista Outdoor.

## Geschichte

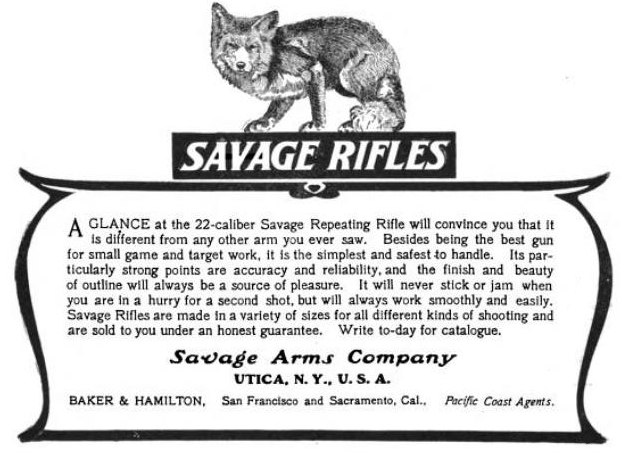
Werbung 1904

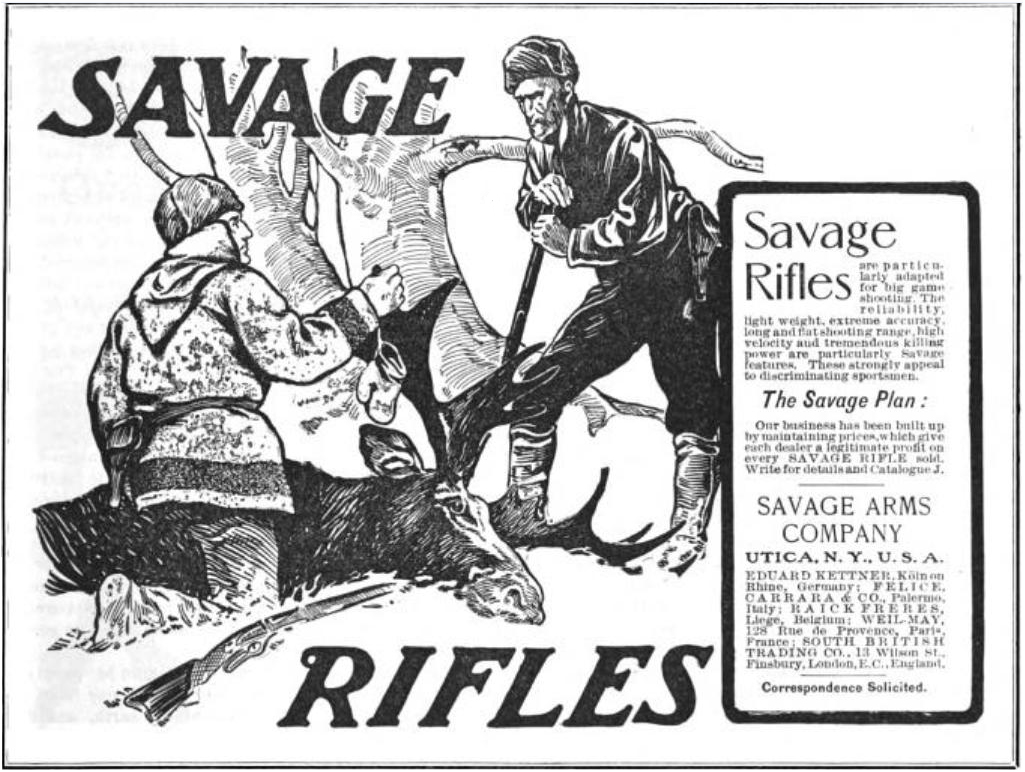
Werbung 1904

Das Unternehmen wurde 1894 in Utica von Arthur Savage gegründet. Ein Jahr später kam das Savage Model 95 auf den Markt, der erste hammerlose Unterhebelrepetierer. Für den Nachfolger, das Model 99, wurde ein herausnehmbares Magazin entwickelt. Innerhalb von 20 Jahren erweiterte man das Sortiment um Hand- und Faustfeuerwaffen, darunter Pistolen, Gewehre, Flinten und Karabiner. In der Vorkriegszeit entwickelte die Firma eine Selbstladepistole, das Model 1907. Während der Weltkriege produzierte Savage Arms für das amerikanische Militär. Im Ersten Weltkrieg wurde besonders das Lewis-Maschinengewehr in großer Zahl produziert, Savage Arms fusionierte zu diesem Zweck mit der Driggs-Seabury Ordnance Company, 1920 wurde auch Stevens Arms aufgekauft. Im Zweiten Weltkrieg war das Unternehmen der wichtigste Einzelhersteller der Thompson-Maschinenpistole. Nach dem Krieg produzierte man auch Konsumgüter, darunter den ersten motorisierten Rasenmäher.
In der Nachkriegszeit gehörte das Unternehmen verschiedenen Besitzern und geriet schließlich in eine Krise, die 1988 im Bankrott mündete. Mit einer stark beschnittenen Produktpalette wurde die Firma dann weitergeführt. In den 1990er-Jahren erholte sich das Unternehmen und wurde schließlich wieder zu einem wichtigen Waffenhersteller. Auch die Produktpalette wuchs wieder und umfasst heute verschiedene Arten von Schusswaffen. Daneben hat sich Savage Arms einen Ruf als Hersteller günstiger, zuverlässiger Waffen erworben. 2002 entwickelte die Firma den AccuTrigger, einen sicheren, verstellbaren Abzug. Aufgrund dieser Entwicklung wurde Savage Arms 2003 mit dem Manufacturer of the Year durch die Shooting Industry Academy of Excellence ausgezeichnet. Das standardmäßig mit dem AccuTrigger ausgerüstete Modell Savage 12BVSS wurde zur Rifle of the Year gekürt.

## Filiale in Kanada
Savage Arms verfügt über einen weiteren Produktionsstandort in Lakefield, Kanada, wo ausschließlich Gewehre im Kaliber .22 lfB hergestellt werden.

## Produkte
Savage Arms produziert eine Reihe verschiedener Schusswaffen, darunter Pistolen, Gewehre und Flinten. Am bekanntesten sind die Gewehre Model 99 und Model 10. Daneben stellt das Unternehmen auch Kleidung für Outdoor-Aktivitäten und Zubehör her. Mit einer jährlichen Produktionszahl von ca. 400.000 Gewehren ist Savage Arms der derzeit weltgrößte Hersteller von Zylinderverschlussgewehren. Kommerziell erfolgreich und bei den Kunden beliebt sind vor allem die Sportgewehre im Kaliber .22lfB.

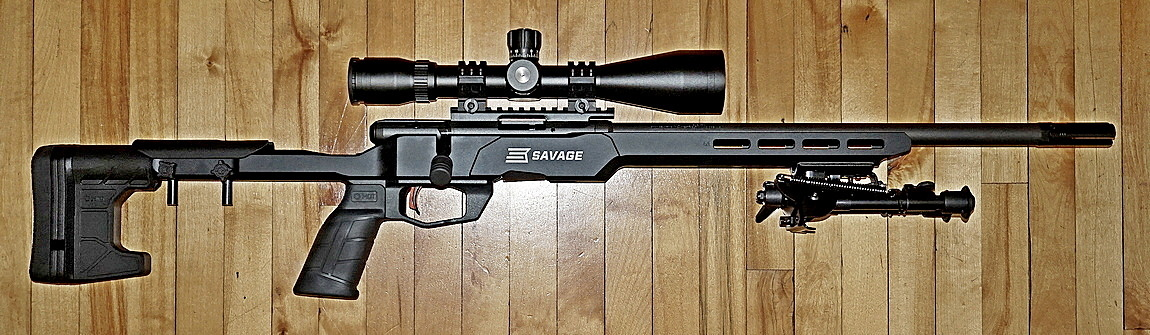
Savage B22 Precision im Kaliber .22 lfB
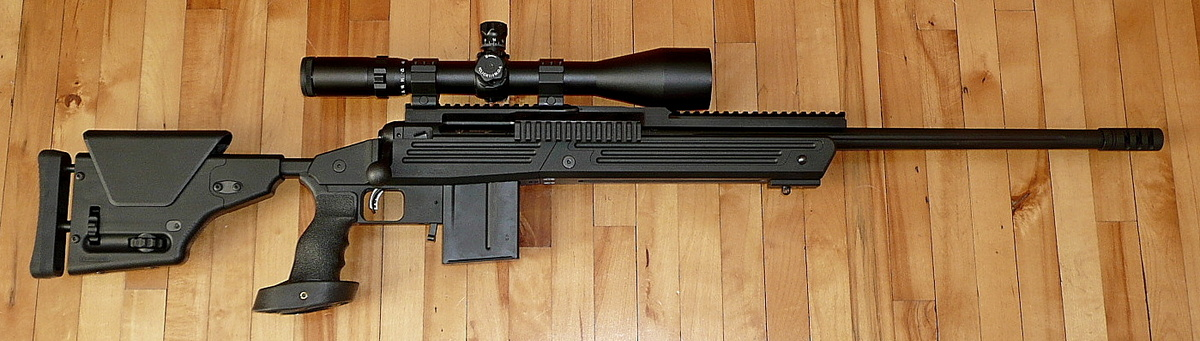
Savage 10BA im Kaliber .308 Winchester